# I protagonisti: Patty Pravo
I protagonisti: Patty Pravo è un video pubblicato nel 1993 in VHS, contenente una serie di esibizioni (interamente in bianco e nero) che vedono la cantante nei primissimi anni di carriera, ovvero le esibizioni (prevalentemente dal vivo) che vanno dal 1966 con la prima apparizione al programma Scala Reale all'ultima, che segna la fine del Periodo Philips, nel 1971.

## Tracce
1. Ragazzo triste (Da Scala Reale - 1966)
2. Qui e là (Da Partitissima - 1967)
3. Se perdo te (Dal programma Ci vuole un uomo - 1967)
4. La bambola (Da Canzonissima 1968)
5. Sentimento (Live Da Canzonissima 1968)
6. Tripoli 1969 (Da Canzonissima 1968)
7. Il paradiso (Dal programma Speciale per voi - 1969)
8. Nel giardino dell'amore (Live Da Canzonissima 1969)
9. Yesterday (Da Stasera Patty Pravo - 1969)
10. Per te (Live Da Canzonissima 1970)
11. Tutt'al più (Live Da Senza rete (programma televisivo) - 1971)
12. Love Story (Live Da Senza rete (programma televisivo) - 1971)
13. Non ti bastavo più (Live Da Canzonissima 1971)
14. Preghiera (Live da Canzonissima 1971)